# Ликанкабур
Ликанка́бур (исп. Licancabur) — стратовулкан на границе Чили и Боливии (большей частью лежит в Чили). Соседствует с вулканом Хурикес и озером Лагуна-Верде.
Вулкан имеет форму довольно правильного конуса высотой 5916 м над уровнем моря. На вершине находится 400-метровый кратер с небольшим (около 90×70 м) озером. Температура воды в нём — 6 °C. Это одно из высочайших озёр Земли. Хотя оно находится в самой сухой пустыне планеты, Атакаме, оно существует уже не менее 500 лет. В нём обнаружены экстремофильные организмы.
Обширные руины сооружений инков, расположенные на вершине, свидетельствуют об отсутствии крупных извержений за последние 500—1000 лет.
На вершине вулкана и на берегу рядом расположенного озера Лагуна-Бланка был зарегистрирован рекордный за всю историю наблюдений уровень ультрафиолетового излучения на поверхности Земли. УФ-индекс, в этой зоне равен 26, а в декабре 2003 года в течение 61 дня УФ-индекс составлял 43,3.
Популярный туристический объект.

## Галерея
- Ликанкабур и озеро Лагуна-Верде
- Ликанкабур
- Озеро в кратере Ликанкабура
- Вид на плато Chajnantor с вершины Ликанкабура